# Хейвуд, Джон
Джон Хейвуд (Гейвуд) (англ. John Heywood; около 1497 — 1580) — английский поэт и драматург. Друг философа и гуманиста Томаса Мора. Биографических данных о нём почти не сохранилось. Литературная деятельность Хейвуда проходила между 1530-ми и 1580-ми годами. Творчество Хейвуда разнообразно, но до сих пор не установлено, что точно ему принадлежит. Известен в истории литературы цикл стихов под названием «Centuries of Proverb», в которые он включил все известные в его время пословицы; по этим стихам устанавливают давность английских пословиц. В истории английской драмы Хейвуд занимает видное место: индивидуализируя характеры героев интерлюдий, он сыграл значительную роль в превращении средневековых моралите в бытовую комедию. В то же время от его интерлюдий английская драма сделала поворот в сторону более поздней формы, принятой в эпоху Елизаветы.
Интерлюдии Хейвуда: «Весёлая сцена между монахом, продавцом индульгенций, священником и его соседом Праттом», «Четыре П.» (комическая сцена между странником, продавцом индульгенций, аптекарем и торговцем) и «Весёлая сцена между мужем, женой и сельским священником» — похожи на позднюю средневековую повесть, в которой изображались в карикатурном виде монахи, священники и другие, в особенности их любовные похождения.

## Сочинения
- The dramatic writings. — London, 1905.